# Синетулица
Синетулица (устар. Сине-Тулица) — река в России, протекает по Тульской области. Устье реки находится в 18 км от устья Тулицы по левому берегу. Длина реки составляет 20 км, площадь водосборного бассейна — 107 км².
Река берёт начало в лесах у урочища Ивановка. Течёт на юг, у посёлка Торхово поворачивает на запад.

## Данные водного реестра
По данным государственного водного реестра России относится к Окскому бассейновому округу, водохозяйственный участок реки — Упа от истока и до устья, речной подбассейн реки — Бассейны притоков Оки до впадения Мокши. Речной бассейн реки — Ока.
Код объекта в государственном водном реестре — 09010100312110000019151.

## Топографическая карта
- Лист карты N-37-64 Тула. Масштаб: 1 : 100 000. Состояние местности на 1989 год. Издание 1995 г.